# Den Ast
Den Ast er en stigning i Mullem i Oudenaarde, Østflandern.
Det officielle vejnavn er Korte Aststraat, da stigningen ender på Lange Aststraat, en brostensbelagt vej, der forbinder Huise, en del af Kruisem, med den regionale vej N60.

## Cykelsport
Stigningen har været inkluderet i ruten for Flandern Rundt seks gange (1997-2000, 2010, 2023), hver gang som den første stigning. I 1997 og 1998 blev Kattenberg fulgt som den anden stigning, og i 1999 og 2000 var det Achterberg. I 2010 blev stigningen kørt som den første i Flandern Rundt, før Kluisberg. I 2023 ligger den før den første opstigning af Oude Kwaremont.
Den er også inkluderet i Omloop Het Nieuwsblad for kvinder og for herrer i Omloop Het Nieuwsblad i 2018.